# Starlight (singel Muse)
Starlight – drugi singel angielskiego zespołu rockowego Muse z ich czwartego albumu, Black Holes and Revelations. Został wydany 4 września 2006 roku, plasując się na 13. miejscu listy UK Singles Chart. W Stanach Zjednoczonych utwór został wydany także jako drugi singel i osiągnął najwyższą w karierze grupy, 2. pozycję, na tamtejszej Modern Rock Tracks. Debiut koncertowy piosenki miał miejsce podczas festiwalu Radio 1's Big Weekend w Dundee, 13 maja 2006 roku.

## Tło, pisanie, nagrywanie
Pierwsza wersja „Starlight” powstała w studiu zespołu pod koniec 2004 roku. Utwór został zainspirowany amerykańskim zespołem rockowym The Strokes. Basista Muse Chris Wolstenholme powiedział, że jest to „piosenka miłosna o tęsknocie za kimś – przyjaciółmi, rodziną, kimś kogo się kocha.” Wokalista Matthew Bellamy przyznał, że pierwszy raz napisał piosenkę na łodzi w czasie złej pogody.
W oddzielnym wywiadzie dla forum MuseLive, Wolstenholme zapytany o utwór z albumu, który uważa za najtrudniejszy do nagrania odpowiedział – „Starlight” tłumacząc, że „była to jedna z piosenek, wkoło której kręciliśmy się i nagraliśmy sześć, może siedem różnych wersji.”

## Teledysk
Wideoklip do „Starlight” został nakręcony w Los Angeles, a jego reżyserem jest Paul Minor. Zespół występuje w nim na pokładzie masowca. Muzycy noszą również płomienie w odniesieniu do „bycia uratowanym”, jednak ostatecznie ich próby palą na panewce. Ma to ścisły związek z tekstem piosenki, który wspomina o statkach i poddawaniu się. Matthew Bellamy stwierdził w wywiadzie dla The Sunday Mail, że chciał „stworzyć obraz zespołu zaginionego w morzu, ponieważ widzimy siebie jako będących na zewnątrz tego, co dzieje się na scenie muzycznej”. Innym razem wyznał, że gra na wielkiej platformie z morzem dookoła była dla zespołu „epickim uczuciem”.

## Notowania
„Starlight” zadebiutowało na UK Singles Chart 3 września jako download, osiągając 38. pozycję. Tydzień później, już przy wydaniu fizycznym, singel awansował na 13. miejsce, jednak z każdym kolejnym notowaniem jego pozycja spadała. W Top 75 piosenka utrzymywała się przez 15 tygodni.
| Tydzień | 1  | 2  | 3  | 4  | 5  | 6  | 7  | 8  | 9  | 10 | 11 | 12 | 13 | 14 | 15 |
| Pozycja | 38 | 13 | 19 | 22 | 32 | 30 | 33 | 45 | 63 | 71 | 63 | 61 | 68 | 73 | 73 |

„Starlight” osiągnęło 2. pozycję na amerykańskiej Modern Rock Tracks Billboardu, co do dziś jest największym osiągnięciem singla Muse na jakiejkolwiek ważnej liście.
Utwór zajął 9. miejsce w Triple J Hottest 100, a w Top 100 kolumbijskiego radia Radiónica uplasował się na 4. pozycji (oba notowania za 2006 rok).

## Lista utworów

### Winyl 7"płyta obrazkowa
1. „Starlight” – 3:59[12]
2. „Supermassive Black Hole” (Phones Control Voltage mix) – 4:19

### CD
1. „Starlight” – 3:59[12]
2. „Easily” – 3:40

### DVD
1. „Starlight” (teledysk) – 4:07[12]
2. „Starlight” (audio) – 3:59
3. „Starlight” (making of)
4. „Hidden track”*

* Hidden track na singlu DVD to półminutowa piosenka, przez fanów często nazywana „You Fucking Mother Fucker”. Utwór jest śpiewany zniekształconym falsetem z tekstem pełnym przekleństw (w dużej mierze odmiana słowa ‘fuck’), uzupełniony drobnym podkładem instrumentalnym w tle.